# مارتين سميدبيرغ
مارتين سميدبيرغ (1 مايو 1984 نورشوبينغ السويد - ) هو لاعب كرة قدم بوليفي، يلعب كلاعب وسط.

## روابط خارجية
- مارتين سميدبيرغ على موقع اتحاد السويد (السويدية)
- مارتين سميدبيرغ على موقع قاعدة بيانات كرة القدم.إي يو (الإنجليزية)
- مارتين سميدبيرغ على موقع ناشيونال فوتبول تيمز (الإنجليزية)
- مارتين سميدبيرغ على موقع Soccerway.com (الإنجليزية)
- مارتين سميدبيرغ على موقع AS.com (الإسبانية)